# Franciszek Wranik
Franciszek Wranik (ur. 19 sierpnia 1899 w Markowicach, zginął 27 lipca 1941 w KL Mauthausen) – powstaniec śląski, więzień niemieckich obozów zagłady.
Pochodził z Markowic. Od lutego 1919 członek Polskiej Organizacji Wojskowej Górnego Śląska. Brał udział w akcji plebiscytowej. Podczas III powstania śląskiego służył w 12 kompanii 4 raciborskiego pułku piechoty. 
Po podziale Śląska mieszkał w Biertułtowach. Był górnikiem – pracował w kopalni „Ignacy” w Niewiadomiu. Należał do aktywistów Związku Powstańców Śląskich. Był członkiem zarządu i skarbnikiem Związku Powstańców-Uchodźców z pow. raciborskiego. Przed wybuchem drugiej wojny światowej brał czynny udział w rozbijaniu zebrań niemieckich, w tym zebrania w Rydułtowach. 
Po wkroczeniu Niemców został aresztowany przez władze okupacyjne. Więziony w Rybniku, Raciborzu i Rawiczu, następnie przekazany do KL Buchenwald, a stamtąd w marcu 1940 do KL Mauthausen, gdzie zginął. 

## Odznaczenia
- Srebrny Krzyż Zasługi
- Krzyż na Śląskiej Wstędze Waleczności i Zasługi
- Gwiazda Górnośląska